# Stanisław Haras
Stanisław Haras (ur. 22 kwietnia 1886 w Łodzi, zm. 28 listopada 1972) – polski nauczyciel, działacz krajoznawczy, przewodnik, organizator przewodnictwa łódzkiego.

## Studia i praca
Z zawodu nauczyciel, pracę rozpoczął w 1906 we wsi Będusz k. Będzina, a w 1913 związał się ze szkolnictwem łódzkim. Pracował w Szkole Powszechnej nr 36 na Radogoszczu. Prowadził tam w czasie wolnym od lekcji kółko historyczne i krajoznawcze, "inicjował wycieczki do łódzkich zakładów pracy i do miejscowości związanych z ważniejszymi wydarzeniami historycznymi naszego narodu".
W 1927 został dyrektorem pierwszego w Łodzi zakładu dla niedostosowanych społecznie chłopców i na tym stanowisku pracował do wybuchu wojny. W czasie hitlerowskiej okupacji prowadził tajne komplety, w latach 1945–1965 pracował z młodzieżą trudną w szkole specjalnej.

## Działalność społeczna w krajoznawstwie
Członkiem Łódzkiego Oddziału Polskiego Towarzystwa Krajoznawczego PTK został w 1913, a od ok. 1920 był członkiem Zarządu Oddziału. Przez cały czas swej pracy w szkolnictwie prowadził koła krajoznawcze młodzieży szkolnej.
W 1951 został członkiem PTTK. W PTTK w latach 1951–1967 sprawował rozmaite funkcje we władzach Zarządu Oddziału, Zarządu Okręgu PTTK i Komisji Turystyki Pieszej Zarządu Okręgu i Zarządu Oddziału. W latach 1951–1952 był głównym organizatorem przewodnictwa turystycznego w Łodzi. Był długoletnim członkiem zarządu Koła Przewodników. Jako jedyny w Łodzi posiadał państwowe uprawnienia do oprowadzania wycieczek w języku czeskim.

## Odznaczenia
- Złoty Krzyż Zasługi
- Krzyż Kawalerski Orderu Odrodzenia Polski,
- Medal "Za długoletnią pracę",
- Złota Odznaka "Zasłużony Działacz Turystyki",
- Złota Honorowa Odznaka PTTK,
- Honorowa Odznaka Miasta Łodzi
- i innymi.

Zmarł 28 listopada 1972, spoczywa na Starym Cmentarzu przy ul. Ogrodowej w Łodzi.